# ROUGE (métrica)
ROUGE, siglas de Recall-Oriented Understudy for Gisting Evaluation (en castellano: ‘Suplente para la evaluación de la esencia orientado en la sensibilidad’) es un conjunto de métricas y un paquete de software que se utiliza para evaluar el software de resumen automático y traducción automática en el procesamiento del lenguaje natural (NLP). Las métricas comparan un resumen o traducción generada automáticamente con una referencia o un conjunto de referencias de resumen o traducción (producidas por humanos). Las métricas de ROUGE oscilan entre 0 y 1, y las puntuaciones más altas indican una mayor similitud entre el resumen producido automáticamente y la referencia.

## Métricas
Las siguientes cinco métricas de evaluación están disponibles.
- ROUGE-N: Superposición de n-gramas [2] entre el los resúmenes generados por el sistema y los de referencia.
  - ROUGE-1 se refiere a la superposición de unigramas (cada palabra) entre el sistema y los resúmenes de referencia.
  - ROUGE-2 se refiere a la superposición de bigramas entre el sistema y los resúmenes de referencia.
- ROUGE-L: Estadísticas basadas en la subsecuencia común más larga (LCS).[3] El problema de subsecuencia común más larga tiene en cuenta la similitud de la estructura a nivel de oración de forma natural e identifica automáticamente los n-gramas más largos que ocurren simultáneamente en la secuencia.
- ROUGE-W: Estadísticas ponderadas basadas en LCS que favorecen LCS consecutivas.
- ROUGE-S: Estadísticas de coocurrencia basadas en Skipbigram.[3] Skip-bigram es cualquier par de palabras en el orden de sus oraciones.
- ROUGE-SU: Skip-bigram más estadísticas de coocurrencia basadas en unigram.